# Teatro Niccolini (San Casciano in Val di Pesa)
Il Teatro Niccolini è il principale teatro di San Casciano in Val di Pesa.

## Storia
Fino al XIX secolo San Casciano non aveva un teatro ma per le rappresentazioni sceniche veniva usata una sala del Palazzo del Cassero, dove aveva trovato sede un'accademia di filodrammatici. Questo stato di fatto durava ancora nel 1847. Nel 1828 un gruppo di facoltosi sancascianesi si rivolsero al comune per poter avere una concessione edilizia per poter edificare un teatro nell'area interna alle mura castellane. Nonostante la richiesta venisse accolta i lavori non iniziarono mai. Nel marzo del 1845 una nuova cordata di imprenditori locali si fece nuovamente avanti e il comune concesse nuovamente l'area, a patto però che il fabbricato fosse completato entro 5 anni e che, per la costruzione, venissero impiegati i locali braccianti.
Nel 1847 il cantiere venne aperto, e su progetto dell'architetto Antonio Sodi già nel 1848 i lavori erano completati. Nello stesso anno avvenne la dedicazione del teatro al tragediografo Giovanni Battista Niccolini che una mal interpretata tradizione voleva la sua famiglia originaria di San Casciano. Il teatro venne inaugurato solamente nel autunno del 1850.
Nel 1851 i soci del teatro si unirono in accademia e fondarono l'Accademia dei Perseveranti inviando il proprio statuto alla prefettura per l'approvazione. Approvazione che venne però solamente nel 1854. Questo ritardo fu dovuto a contrasti tra i soci sull'emblema che era stato scelto per rappresentare l'accademia. Inizialmente era stato scelto il motto Chi la dura la Vince poi si accordarono su un emblema che raffigurava una testuggine marina che avanza contro i venti contrari.
Nessuna notizia è rimasta sull'attività del teatro fino al 1898. In quell'anno l'esattore comunale di San Casciano, a causa di tasse non pagate fece mettere il teatro e tutte le attività in esso contenute all'incanto. I debiti però furono pagati e l'attività proseguì e nel 1912 il teatro fu dotato di impianto elettrico.
I problemi economici però non erano risolti neanche alla metà degli anni '20 del XX secolo. Nel 1927 il Podestà di San Casciano, per tentare di salvare il salvabile, convocò un'assemblea popolare per presentare la proposta di acquisto dell'immobile da parte del Partito Nazionale Fascista e di trasformarlo in Casa del Fascio. La proposta fu approvata e nel febbraio 1928 fu firmato il compromesso tra l'Accademia dei Perseveranti e il Partito Nazionale Fascista. Il passaggio di proprietà avvenne il 20 maggio 1929 e la spesa per l'acquisto fu di 80.000 lire. Dalla vendita furono esclusi i 44 palchi che restavano di proprietà dell'Accademia.

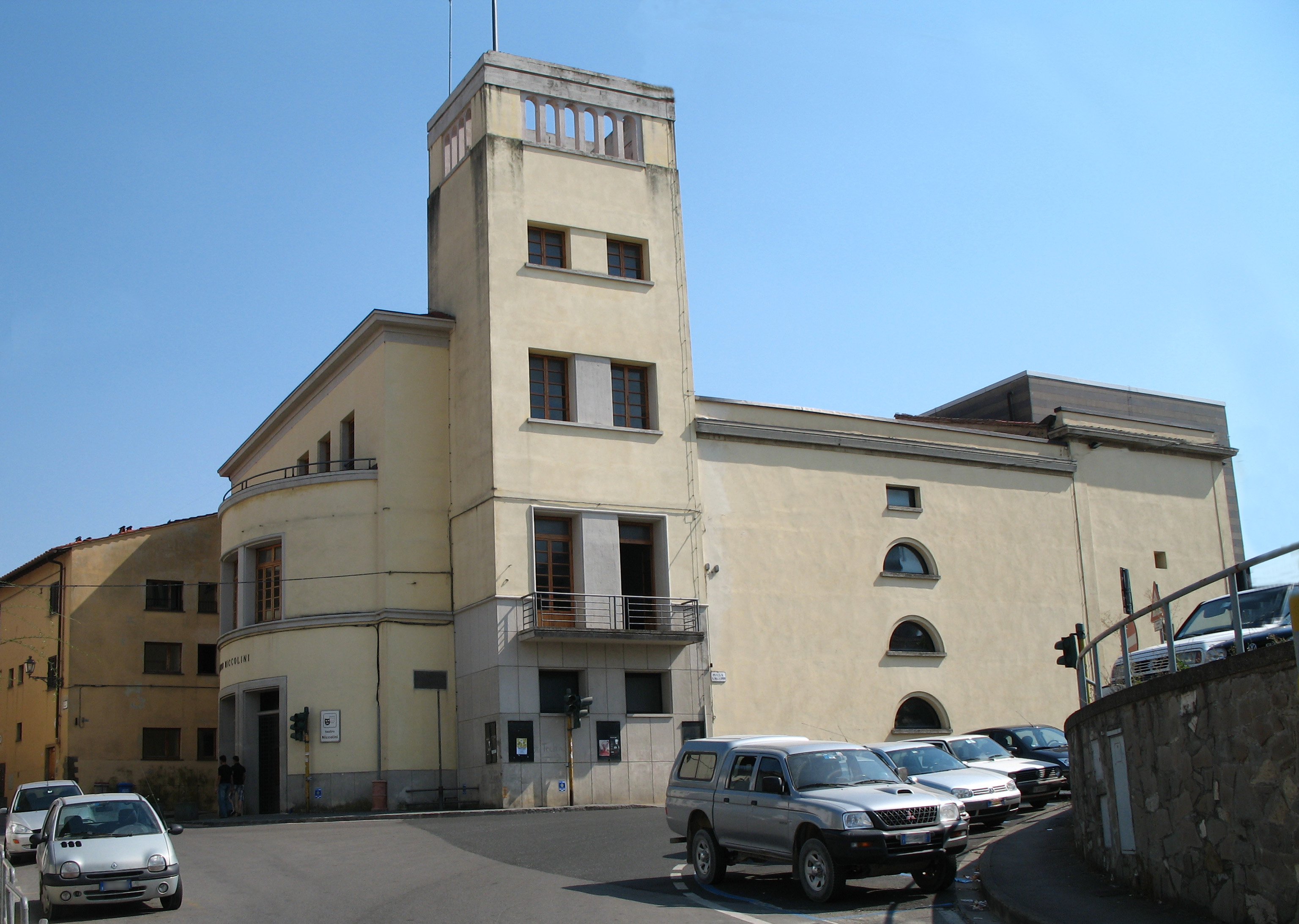
Vista laterale

Nel 1938 i nuovi proprietari incaricarono l'ingegner Carlo Lumachi di redigere un progetto per la ristrutturazione del teatro e degli ambienti annessi. I lavori furono eseguiti senza particolari intoppi e il 7 aprile 1940, alla presenza del Ministro Dino Perrone Compagni e del federale Ludovico Moroni, avvenne l'inaugurazione. L'opera di Carlo Lumachi si concentrò soprattutto all'esterno con una nuova facciata, dotata di un'alta torre e all'interno con ambienti adeguati al gusto dell'epoca. La spesa venne calcolata in 200.000 lire. I nuovi proprietari mutarono il nome in "Cinema Teatro del Littorio" e oltre alla sede teatrale, trovarono spazio per degli uffici sindacali, che furono sistemati al piano terreno, mentre ai piani superiori furono sistemati la sede del Partito e il dopolavoro.
Durante la Seconda guerra mondiale subì gravi danni principalmente alla volta della sala ma non all'atrio di ingresso che venne usato, dai primi soldati neozelandesi entrati nel paese, come sede comunale al posto del palazzo comunale andato distrutto.
Nel 1946, dopo un frettoloso restauro il teatro riprese la sua attività, principalmente come Casa del Popolo sotto la gestione ENAL. Nel 1960 l'Accademia dei Perseveranti riuscì ad acquisirne nuovamente la proprietà pagando al Demanio £ 4.470.000. Nel contratto di acquisto c'era l'impegno ad usarlo esclusivamente per scopi culturali e a cedere una parte dei locali alla scuola media del paese. Negli 1974 il teatro cessò la sua attività a causa di gravi problemi statici al tetto e per problemi economici derivanti da un ennesimo adeguamento per renderlo consono alle nuove esigenze di un teatro moderno. Onde evitare che il teatro venisse abbattuto fu vincolato dalla Soprintendenza ai Monumenti di Firenze.

### Il restauro
Il teatro fu inserito nel piano di recupero degli spazi teatrali varato dalla Regione Toscana, e su progetto degli architetti Luigi Zangheri e David Palterer, è stato salvato. I lavori interessarono tutto il fabbricato e in particolare nel consolidamento della struttura, nel recupero dei palchi e nell'adeguamento alle nuove normative di legge e nella totale riprogettazione della torre scenica. Il 18 maggio 1996 fu inaugurato con una serata di gala culminata con una esibizione di Carla Fracci.
Nel teatro hanno sede tre compagnie teatrali che ne curano anche la gestione. Le compagnie sono:
- Arca Azzurra di Ugo Chiti
- Katzenmacher di Alfonso Santagata
- Xe di Julie Ann Anzillotti.

## L'edificio
Il teatro è di grandezza medio-piccola con tre ordini di palchi e presenta un palcoscenico dotato di attrezzature moderne che consentono l'esecuzione della maggior parte degli spettacoli oggi in tournée.
Dalla riapertura ha ospitato vari generi di spettacoli: di danza, musicali, di prosa, concerti di musica classica e contemporanea e recentemente varie opere pucciniane, sia pure in formato scenico ridotto, oltre all'attività dei locali gruppi bandistici e corali.

## Bibliografia

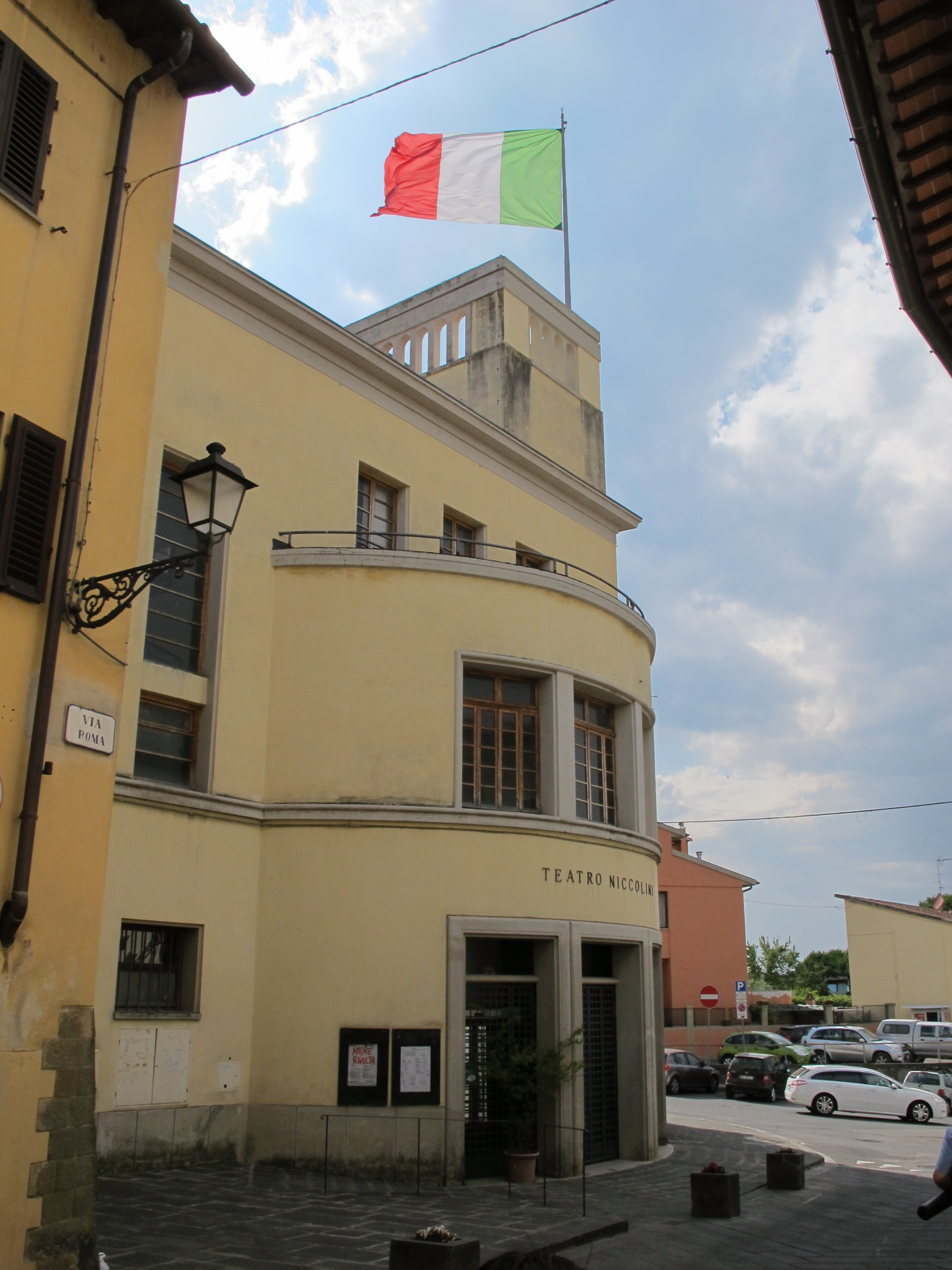
Veduta